# Cherry trees
「Cherry trees」（チェリー・トゥリーズ）は、日本のミュージシャン、キリトの5枚目のシングル。2007年3月28日発売。発売元はavex trax。

## 概要
通常盤と初回受注限定生産盤の2種リリース。初回受注限定生産盤には「Cherry trees」のPVが収録されたDVD付き。
1999年4月28日に発売されたPierrotのシングル「ラストレター」に封入されていた短編小説「チェリー・トゥリーズ」のアナザーストーリー的な楽曲。

## 収録曲

### CD
1. Cherry trees(3:54)
作詞・作曲：KIRITO、編曲：藤井麻輝
2. COLD(3:51) 
作詞・作曲：KIRITO、編曲：藤井麻輝

### DVD
1. Cherry trees [PV]